# 伯灵顿 (安大略省)
伯灵顿（英語：Burlington）是加拿大安大略省南部荷頓區一座城市，位于安大略湖的西端盡頭，西臨哈密爾頓，北及苗頓，東臨奧克維爾，总面积185.66平方公里。伯靈頓是大多倫多地區的一部分，並接近南安省人口稠密地段金馬蹄地區的地理中心。據2016年加拿大人口普查所示，伯靈頓市內有183,314名居民，而此市亦是哈密爾頓都會區的一部分。

## 歷史
1792年，上加拿大首任總督閃高（John Graves Simcoe）將安大略湖的西端盡頭命名為伯靈頓灣（Burlington Bay）；此名稱有可能是從英格蘭東約克郡布萊德靈頓（Bridlington）的鎮名演變而成，但確實的命名來源則無從稽考。美國獨立戰爭時期效忠英國的莫霍克人酋長布蘭特於1798年正式獲取此處約1,400公頃（3,500英畝）土地的契約，並在此定居至1807年去世為止；現伯靈頓市内的布蘭特街和約瑟·布蘭特醫院便是以他命名，而約翰街（John Street）和伊利沙伯街（Elizabeth Street）則以他的其中兩名子女命名。
此處的土地勘探工序於1808年展開，1812年戰爭期間暫停，戰後於1819年重新啓動。此帶地域被劃為納爾遜鄉（Nelson Township），名稱來自1805年在特拉法加戰役中帶領英方獲勝的海軍將領霍雷肖·納爾遜。由於此處的土地肥沃且水路交通便利，不少殖民遷居至此並在鄉内設立多個聚落。當地農作物主要在兩座位處安大略湖畔的聚落－威靈頓廣場（Wellington Square）和納爾遜港（Port Nelson）－送上船舶付運往外地，該兩座聚落亦籍此繁盛起來，並於1873年共同建制成伯靈頓村。然而，大湖區的水路交通於19世紀末期改以大型蒸汽船為主，遠超伯靈頓村湖畔碼頭的接待能力，加上數條鐵路開通至此，當地碼頭遂步入衰退。
雖然當地的水路交通業風光不再，但農業依然繁盛。當地首座公共圖書館於1906年啓用，而伯靈頓村亦於1914年正式改制成鎮。此外，一條長途路面電車線亦於20世紀初開通至此，聯繫伯靈頓、奧克維爾和哈密爾頓；此電車線於1929年改以巴士行駛。而隨著汽車日漸普及，鎮内街道陸續鋪設瀝青，貴湖線（Guelph Line）以東的新住宅區亦相繼落成。
北美洲首條雙程分隔城際公路於1930年代末開通（後來歸入伊利沙伯皇后道一部分），連接伯靈頓和多倫多，令伯靈頓的陸路交通有所改善，亦為該鎮在第二次世界大戰後的發展奠下先基。位於尼亞加拉瀑布的水力發電廠為伯靈頓供應廉價電力，刺激此地的工業發展，而聖羅倫斯海道於1959年開通後亦利好伯靈頓的工業。伯靈頓於1958年吞併納爾遜鄉的大部分範圍以及本屬溫特沃斯縣的奧打索村（Aldershot）；而隨著安省政府於1974年1月1日將伯靈頓所在的荷頓縣改組成荷頓區，人口突破十萬大關的伯靈頓鎮亦同時正式改設為市。

## 交通
伯靈頓市內有三條達致400系列公路資格的高速公路，分別為伊利沙伯皇后道（QEW）、403號公路和407號收費公路。QEW在伯靈頓市南部經伯靈頓灣高架橋通往咸美頓，為來往多倫多、咸美頓、伊利堡和美國水牛城之間的要道。403號公路西通胡士托，東至密西沙加，在伯靈頓市内部分路段與QEW共構。407號收費公路的西端終點設於伯靈頓，在此與QEW和403號公路交匯，自此繞過大多倫多地區的人口稠密地段通往杜林區。市内的其他非高速公路規格幹道則包括登打士街和湖濱道（Lakeshore Road）。
伯靈頓市內的公共交通服務由市營的伯靈頓交通局營運。奧打索火車站（Aldershot Station）為伯靈頓的城際車站，乘客可在此登上維亞鐵路旗下的魁北克市-溫莎走廊鐵路服務，以及由維亞鐵路和美鐵聯營，連接多倫多和紐約市的楓葉號列車。GO運輸公司旗下的湖濱西線通勤鐵路服務在伯靈頓市設有三個車站，向東西分別通往多倫多和咸美頓，而該機構旗下的數條通勤巴士線亦駛經伯靈頓。
最接近伯靈頓的機場是位於哈密爾頓市南部的約翰·卡爾·芒羅哈密爾頓國際機場（IATA代碼：YHM），而當地居民亦可使用多倫多皮爾遜國際機場或紐約州的水牛城-尼亞加拉國際機場和尼亞加拉瀑布城國際機場前往外地。

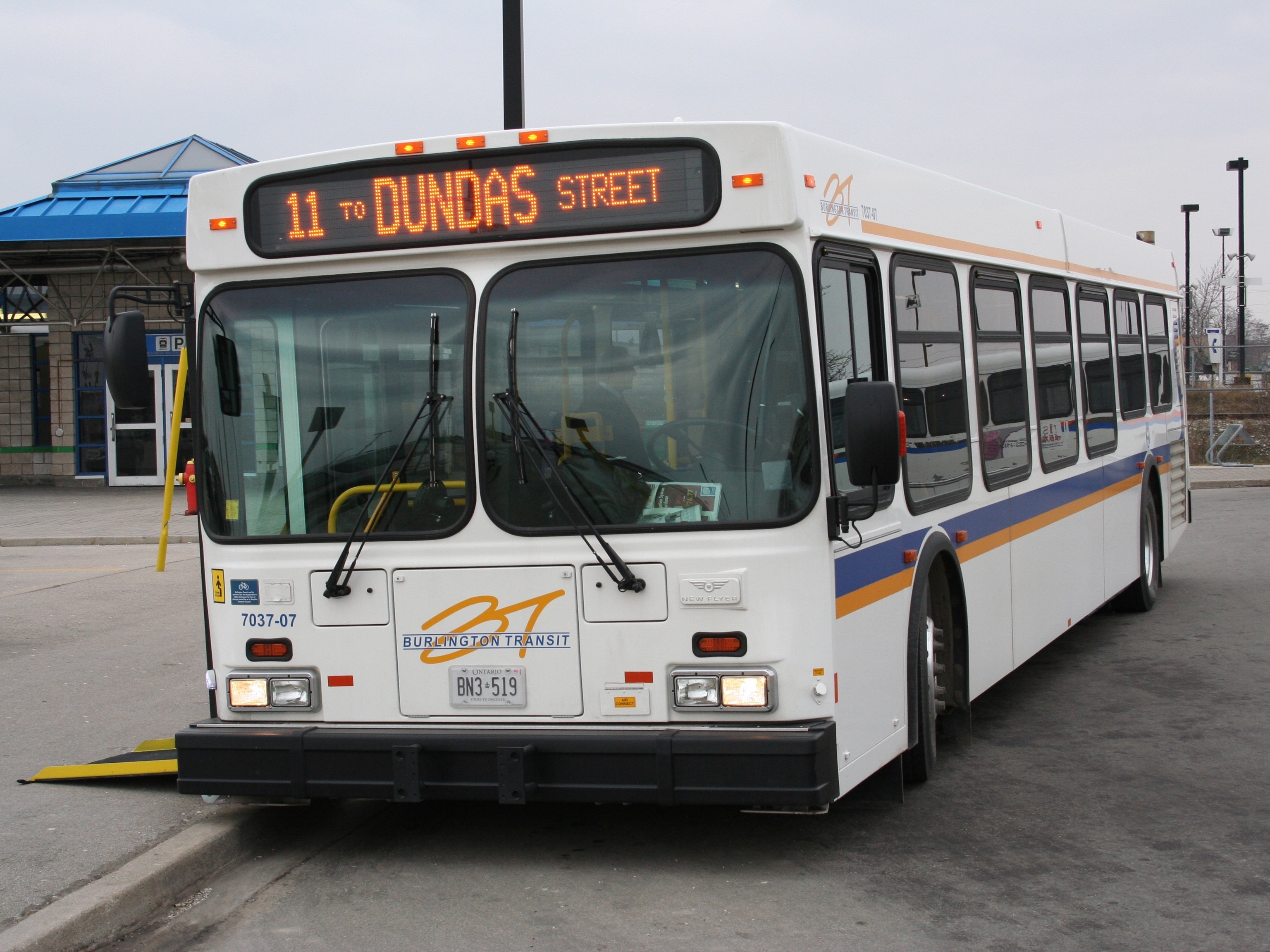
一輛伯靈頓交通局巴士
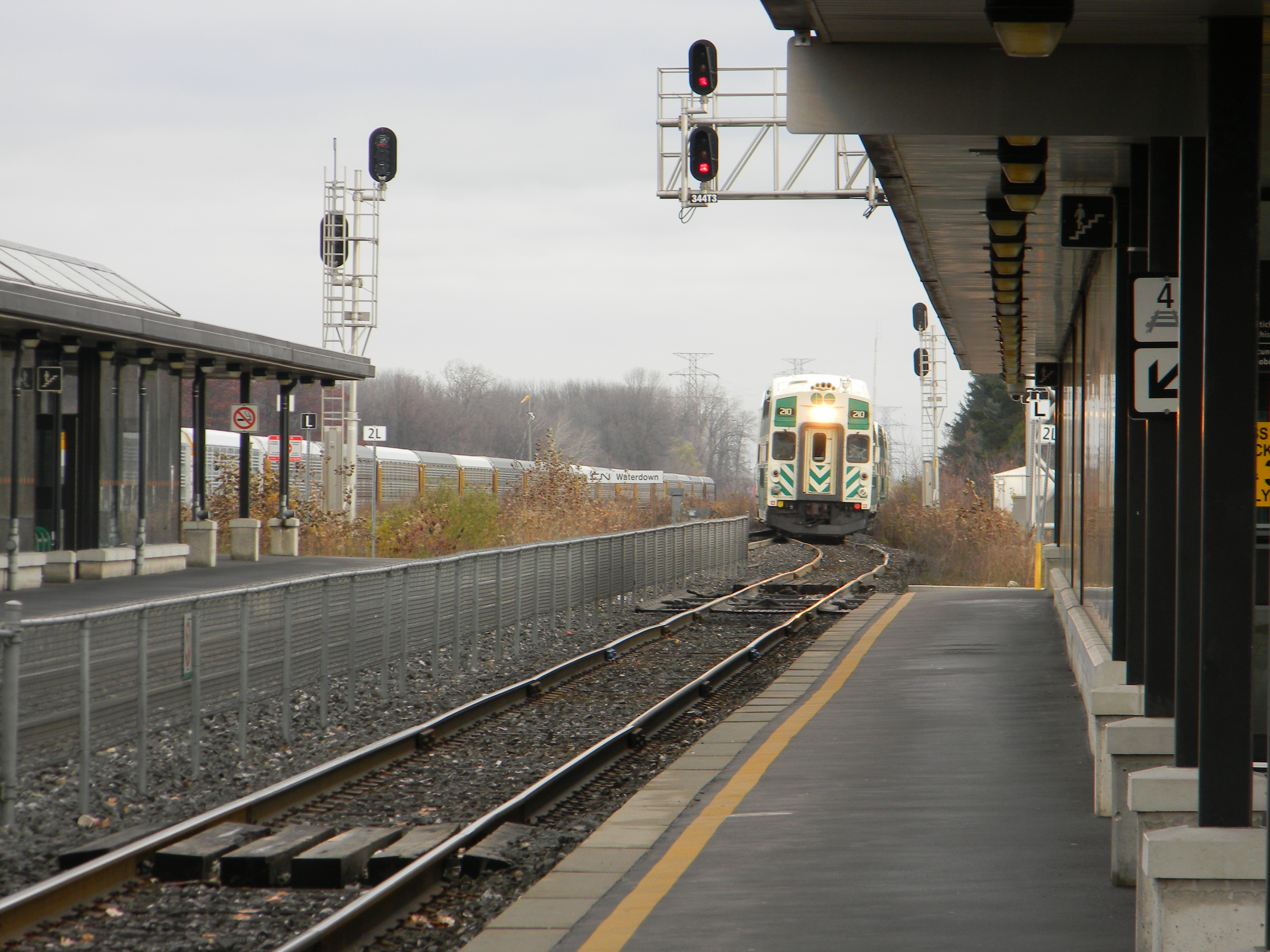
一列GO通勤火車駛經奧打索火車站
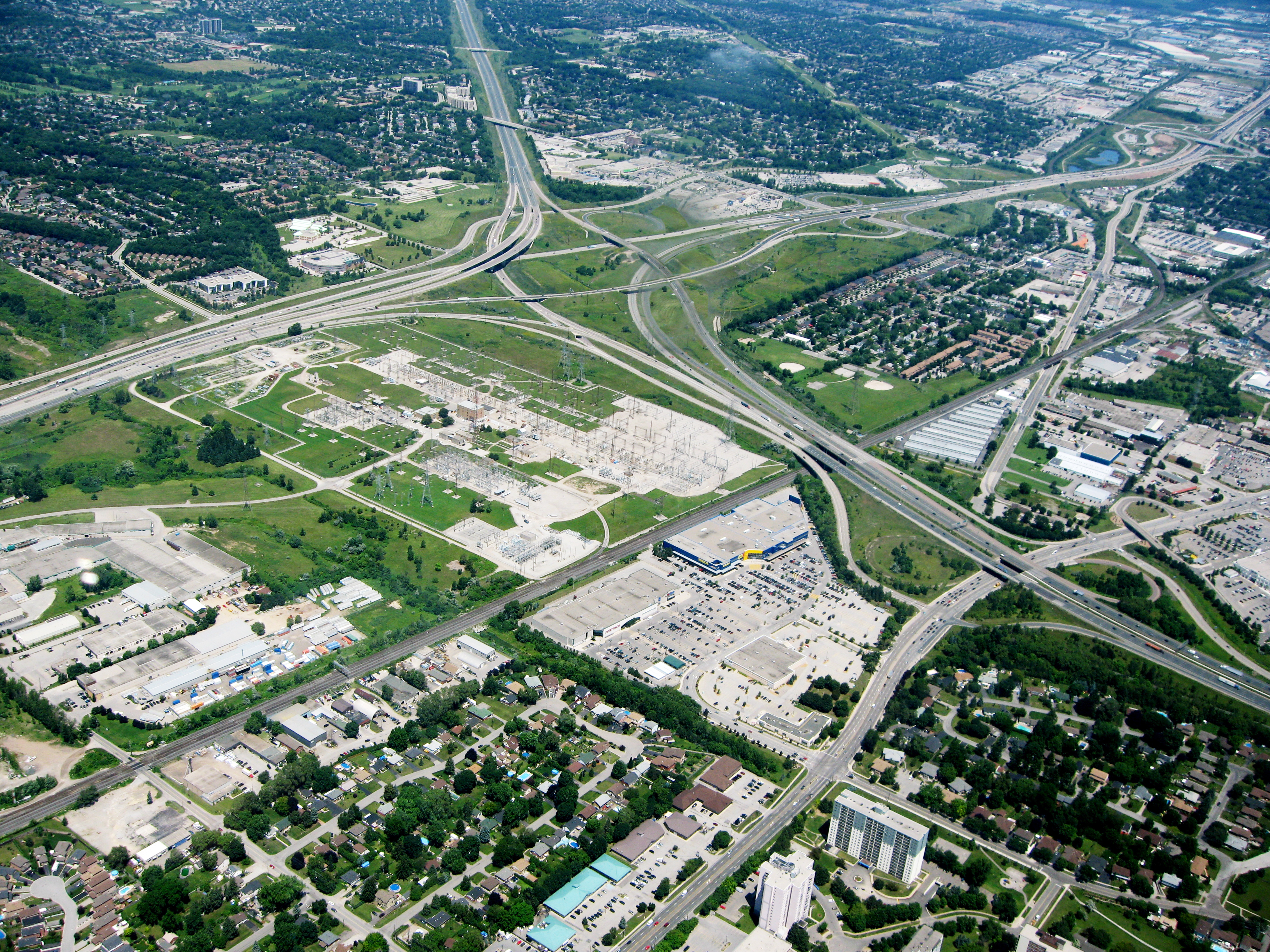
QEW、403號和407號公路在伯靈頓的交匯處

## 气候
如南安大略其他地區般，伯靈頓屬溫帶大陸性濕潤氣候（柯本氣候分類法Dfa），夏季炎熱潮濕、冬季寒冷，並受安大略湖的緩和效應影響。1月平均氣溫為−4.2 °C（24.4 °F），7月平均氣溫則為22.3 °C（72.1 °F），每年平均錄得878（34.6英寸）降雨和109（43英寸）降雪。
| 伯灵顿                   | 伯灵顿        | 伯灵顿        | 伯灵顿        | 伯灵顿      | 伯灵顿      | 伯灵顿      | 伯灵顿       | 伯灵顿      | 伯灵顿      | 伯灵顿      | 伯灵顿      | 伯灵顿        | 伯灵顿        |
| 月份                     | 1月           | 2月           | 3月           | 4月         | 5月         | 6月         | 7月          | 8月         | 9月         | 10月        | 11月        | 12月          | 全年          |
| ------------------------ | ------------- | ------------- | ------------- | ----------- | ----------- | ----------- | ------------ | ----------- | ----------- | ----------- | ----------- | ------------- | ------------- |
| 历史最高温 °C（°F）      | 15.0 (59.0)   | 18.0 (64.4)   | 27.0 (80.6)   | 32.0 (89.6) | 35.0 (95.0) | 37.2 (99.0) | 39.0 (102.2) | 37.2 (99.0) | 36.1 (97.0) | 31.1 (88.0) | 26.7 (80.1) | 22.0 (71.6)   | 39.0 (102.2)  |
| 平均高温 °C（°F）        | −0.9 (30.4)   | 0.1 (32.2)    | 5.1 (41.2)    | 12.2 (54.0) | 19.4 (66.9) | 24.9 (76.8) | 28.0 (82.4)  | 26.7 (80.1) | 21.8 (71.2) | 15.0 (59.0) | 7.9 (46.2)  | 2.1 (35.8)    | 13.5 (56.3)   |
| 日均气温 °C（°F）        | −4.8 (23.4)   | −3.9 (25.0)   | 0.9 (33.6)    | 7.2 (45.0)  | 13.8 (56.8) | 19.3 (66.7) | 22.3 (72.1)  | 21.4 (70.5) | 16.8 (62.2) | 10.4 (50.7) | 4.4 (39.9)  | −1.3 (29.7)   | 8.9 (48.0)    |
| 平均低温 °C（°F）        | −8.6 (16.5)   | −7.8 (18.0)   | −3.4 (25.9)   | 2.2 (36.0)  | 8.2 (46.8)  | 13.6 (56.5) | 16.6 (61.9)  | 16.1 (61.0) | 11.7 (53.1) | 5.8 (42.4)  | 0.7 (33.3)  | −4.7 (23.5)   | 4.2 (39.6)    |
| 历史最低温 °C（°F）      | −29.4 (−20.9) | −27.0 (−16.6) | −23.9 (−11.0) | −13.9 (7.0) | −2.8 (27.0) | 1.1 (34.0)  | 5.6 (42.1)   | 3.0 (37.4)  | −1.1 (30.0) | −7.8 (18.0) | −16.1 (3.0) | −27.0 (−16.6) | −29.4 (−20.9) |
| 平均降水量 mm（）        | 67.1 (2.64)   | 57.1 (2.25)   | 69.6 (2.74)   | 73.2 (2.88) | 80.4 (3.17) | 70.8 (2.79) | 71.6 (2.82)  | 76.8 (3.02) | 89 (3.5)    | 73.8 (2.91) | 77.9 (3.07) | 71.5 (2.81)   | 878.8 (34.6)  |
| 平均降雨量 mm（）        | 32.0 (1.26)   | 33.1 (1.30)   | 53.3 (2.10)   | 69.9 (2.75) | 80.4 (3.17) | 70.8 (2.79) | 71.6 (2.82)  | 76.8 (3.02) | 89.0 (3.50) | 73.8 (2.91) | 72.5 (2.85) | 47.6 (1.87)   | 770.7 (30.34) |
| 平均降雪量 cm（）        | 35.2 (13.9)   | 24.1 (9.5)    | 16.4 (6.5)    | 3.3 (1.3)   | 0 (0)       | 0 (0)       | 0 (0)        | 0 (0)       | 0 (0)       | 0 (0)       | 5.4 (2.1)   | 23.9 (9.4)    | 108.2 (42.6)  |
| 平均降水天数（≥ 0.2 mm） | 11.8          | 9.3           | 11.1          | 11.6        | 11.0        | 10.3        | 9.6          | 9.4         | 10.7        | 10.4        | 12.9        | 12.1          | 130.2         |
| 平均降雨天数（≥ 0.2 mm） | 4.8           | 4.2           | 8.2           | 10.9        | 11.0        | 10.3        | 9.6          | 9.4         | 10.7        | 10.4        | 11.8        | 7.4           | 108.7         |
| 平均降雪天数（≥ 0.2 cm） | 7.7           | 6.0           | 3.5           | 0.9         | 0           | 0           | 0            | 0           | 0           | 0           | 1.4         | 5.6           | 25.1          |
| 来源：加拿大環境部       |               |               |               |             |             |             |              |             |             |             |             |               |               |

## 教育
伯靈頓市內的公立中小學以主要授課語言和宗教背景分為四個類別，並由數間不同機構營運：
- 荷頓區教育局（Halton District School Board）：負責營運市內的英語公立中小學
- 荷頓區天主教教育局（Halton Catholic District School Board）：負責營運市內的英語天主教公立中小學
- 維亞蒙德教育局（Conseil scolaire Viamonde）：負責營運市內的法語公立中小學
- 中南部天主教教育局（Conseil scolaire de district catholique Centre-Sud）：負責營運市內的法語天主教公立中小學

此外，主校園設於咸美頓的麥克馬斯特大學則於2010年在伯靈頓開設商科教學中心，在此提供工商管理碩士和其他行政管理課程。

## 友好城市
友好城市
- 荷蘭阿珀爾多倫
- 日本板橋區

其他合作關係
- 美國佛蒙特州伯靈頓
- 美國艾奧瓦州伯靈頓
- 美國南卡羅來納州默特爾比奇